# Patricia Maria Țig
Patricia Maria Țig, née le 27 juillet 1994 à Caransebes, est une joueuse de tennis roumaine, professionnelle depuis 2011.
À ce jour, elle compte un titre en simple sur le Circuit WTA.

## Carrière
Sur le circuit ITF, elle possède douze titres en simple et quatre en double. Sur le circuit WTA, elle atteint en 2015 sa première finale en double à Bucarest, puis sa première en simple lors du tournoi de Bakou, où elle s'incline face à la Russe Margarita Gasparyan. Elle une autre finale en double en 2016 puis à Luxembourg.
Plusieurs blessures et une grossesse l'éloignent du circuit à partir de septembre 2017. Après dix-huit mois d'absence, elle reprend la compétition en avril 2019 en disputant consécutivement neuf tournois ITF de catégorie 15 000 $ à Cancún, atteignant quatre finales dont deux victorieuses. En juillet 2019, alors qu'elle est non classée, elle sort des qualifications du tournoi de Bucarest puis atteint la finale en écartant notamment Anastasija Sevastova (11e mondiale et tête de série no 1 du tournoi, Kristýna Plíšková (92e, tête de série no 8) et Laura Siegemund (77e, tête de série no 6). Elle s'incline finalement contre la Kazakhe Elena Rybakina (106e). Cette performance lui permet alors d'atteindre directement la 264e place au classement WTA.
Le 4 août 2019, alors qu'elle n'est encore que 223e mondiale, elle remporte son premier titre en WTA 125 à Karlsruhe en battant notamment Barbora Krejčíková (tête de série no 8) au 1er tour et  Alison Van Uytvanck (tête de série no 2) en finale.

## Palmarès

### Titre en simple dames
| No | Date       | Nom et lieu du tournoi                                 | Catégorie | Dotation  | Surface      | Finaliste        | Score          |          |
| -- | ---------- | ------------------------------------------------------ | --------- | --------- | ------------ | ---------------- | -------------- | -------- |
| 1  | 08-09-2020 | TEB BNP Paribas Tennis Championship Istanbul, Istanbul | Intern'l  | 202 250 $ | Terre (ext.) | Eugenie Bouchard | 6-2, 1-6, 7-64 | Parcours |

### Finales en simple dames
| No | Date       | Nom et lieu du tournoi   | Catégorie | Dotation  | Surface      | Vainqueure          | Score         |          |
| -- | ---------- | ------------------------ | --------- | --------- | ------------ | ------------------- | ------------- | -------- |
| 1  | 27-07-2015 | Baku Cup, Bakou          | Intern'l  | 250 000 $ | Dur (ext.)   | Margarita Gasparyan | 6-3, 5-7, 6-0 | Parcours |
| 2  | 15-07-2019 | Bucharest Open, Bucarest | Intern'l  | 226 750 $ | Terre (ext.) | Elena Rybakina      | 6-2, 6-0      | Parcours |

### Titre en double dames
Aucun

### Finales en double dames
| No | Date       | Nom et lieu du tournoi          | Catégorie | Dotation  | Surface      | Vainqueures                      | Partenaire       | Score            |          |
| -- | ---------- | ------------------------------- | --------- | --------- | ------------ | -------------------------------- | ---------------- | ---------------- | -------- |
| 1  | 13-07-2015 | BRD Bucharest Open Bucarest     | Intern'l  | 250 000 $ | Terre (ext.) | Oksana Kalashnikova Demi Schuurs | Andreea Mitu     | 6-2, 6-2         | Parcours |
| 2  | 17-10-2016 | BGL BNP Paribas Open Luxembourg | Intern'l  | 250 000 $ | Dur (int.)   | Kiki Bertens Johanna Larsson     | Monica Niculescu | 4-6, 7-5, [11-9] | Parcours |

### Titre en simple en WTA 125
| No | Date       | Nom et lieu du tournoi               | Catégorie | Dotation  | Surface      | Finaliste           | Score         |          |
| -- | ---------- | ------------------------------------ | --------- | --------- | ------------ | ------------------- | ------------- | -------- |
| 1  | 29-07-2019 | Liqui Moly Open Karlsruhe, Karlsruhe | WTA 125   | 115 000 $ | Terre (ext.) | Alison Van Uytvanck | 3-6, 6-1, 6-2 | Parcours |

### Finale en double en WTA 125
| No | Date       | Nom et lieu du tournoi    | Catégorie | Dotation  | Surface      | Vainqueures                   | Partenaire       | Score    |          |
| -- | ---------- | ------------------------- | --------- | --------- | ------------ | ----------------------------- | ---------------- | -------- | -------- |
| 1  | 14-04-2025 | Oeiras Ladies Open Oeiras | WTA 125   | 115 000 $ | Terre (ext.) | Francisca Jorge Matilde Jorge | Anastasia Dețiuc | 6-1, 6-2 | Parcours |

## Parcours en Grand Chelem

### En simple dames
| Année | Open d'Australie | Open d'Australie   | Internationaux de France | Internationaux de France | Wimbledon       | Wimbledon          | US Open         | US Open          |
| ----- | ---------------- | ------------------ | ------------------------ | ------------------------ | --------------- | ------------------ | --------------- | ---------------- |
| 2015  | Q1               | Julia Glushko      | Q2                       | Shahar Pe'er             | Q1              | Elitsa Kostova     | Q2              | Mayo Hibi        |
| 2016  | Q1               | Barbora Krejčíková | Q1                       | Vania King               | 1er tour (1/64) | Sara Errani        | 1er tour (1/64) | Laura Siegemund  |
| 2017  | 1er tour (1/64)  | Mónica Puig        | 1er tour (1/64)          | A. Pavlyuchenkova        | Q1              | Anastasia Potapova | Q1              | Georgia Brescia  |
|       |                  |                    |                          |                          |                 |                    |                 |                  |
| 2019  | —                | —                  | —                        | —                        | Q1              | Paula Badosa       | Q1              | Valeria Savinykh |
| 2020  | Q1               | Leylah Fernandez   | 3e tour (1/16)           | Fiona Ferro              | Annulé          | Annulé             | 2e tour (1/32)  | Donna Vekić      |
| 2021  | 1er tour (1/64)  | Sorana Cîrstea     | 1er tour (1/64)          | Naomi Osaka              | 1er tour (1/64) | Daria Kasatkina    | —               | —                |
|       |                  |                    |                          |                          |                 |                    |                 |                  |
| 2023  | 1er tour (1/64)  | Zhang Shuai        | —                        | —                        | —               | —                  | 2e tour (1/32)  | Jessica Pegula   |
|       |                  |                    |                          |                          |                 |                    |                 |                  |
| 2025  | —                | —                  | Q2                       | Miriam Bulgaru           | Q2              | Robin Montgomery   | Q1              | Jodie Burrage    |

N.B. : à droite du résultat se trouve le nom de l'ultime adversaire.

### En double dames
| Année | Open d'Australie                                                               | Open d'Australie                                                                           | Internationaux de France                                                        | Internationaux de France | Wimbledon | Wimbledon | US Open | US Open |
| ----- | ------------------------------------------------------------------------------ | ------------------------------------------------------------------------------------------ | ------------------------------------------------------------------------------- | ------------------------ | --------- | --------- | ------- | ------- |
| 2020  | —                                                                              | —                                                                                          | 1/8 de finale A. Mitu \|\| style="text-align:left;" \| T. Babos K. Mladenovic   | —                        | —         | —         | —       |         |
| 2021  | 1er tour (1/32) M. Niculescu \|\| style="text-align:left;" \| A. Mitu R. Olaru | 1er tour (1/32) M. Buzărnescu \|\| style="text-align:left;" \| L. Arruabarrena C. Dolehide | 1er tour (1/32) C. Lister \|\| style="text-align:left;" \| Chan H.-c. Chan Y-j. | —                        | —         |           |         |         |

N.B. : le nom de la partenaire se trouve sous le résultat ; les noms des ultimes adversaires se trouvent à droite.

## Parcours en «Premier» et WTA 1000
Les tournois WTA « Premier Mandatory » et « Premier 5 » (entre 2009 et 2020) et WTA 1000 (à partir de 2021) constituent les catégories d'épreuves les plus prestigieuses, après les quatre levées du Grand Chelem. 

De 2009 à 2023, les tournois Premier Mandatory (dits tournois WTA 1000 obligatoires entre 2021 et 2023) regroupent Indian Wells, Miami, Madrid et Pékin, les autres constituant les tournois Premier 5 (tournois WTA 1000 non-obligatoires). À partir de 2024, le nombre de tournois WTA 1000 passe à 10 par saison (fin de l’alternance Doha / Dubaï), ces derniers devenant tous obligatoires et offrant tous 1000 points à la vainqueure (contre 900 points précédemment pour les tournois Premier 5).

### En simple dames
| Année |       |              |                              |                                 |                            |                         |                             |       |             |        |                               |                               |
| Doha  | Dubaï | Indian Wells | Miami                        | Madrid                          | Rome                       | Canada                  | Cincinnati                  | Pékin |             | Wuhan  |                               |                               |
| Doha  | Dubaï | Indian Wells | Miami                        | Madrid                          | Rome                       | Canada                  | Cincinnati                  | Pékin | Guadalajara |        |                               |                               |
| Doha  | Dubaï | Indian Wells | Miami                        | Madrid                          | Rome                       | Canada                  | Cincinnati                  | Pékin |             |        |                               |                               |
| 2015  |       | WTA 500      |                              |                                 |                            |                         |                             |       |             |        | 1er tour (1/32) K. Mladenovic | 1er tour (1/32) K. Mladenovic |
| 2016  |       |              | WTA 500                      |                                 |                            | 1/4 de finale S. Stosur |                             |       |             |        |                               |                               |
| 2017  |       | WTA 500      |                              | 1er tour (1/64) M. Duque Mariño | 3e tour (1/16) V. Williams |                         |                             |       |             |        |                               |                               |
|       |       |              |                              |                                 |                            |                         |                             |       |             |        |                               |                               |
| 2021  |       | WTA 500      | 1er tour (1/32) J. Ostapenko |                                 |                            |                         | 1er tour (1/32) G. Muguruza |       |             | Annulé |                               | Annulé                        |

Sous le résultat, l’ultime adversaire.
1. 1 2   Les tournois de Doha et Dubaï alternent le statut de tournoi WTA 1000 (ex Premier 5) entre 2009 et 2023 : les trois premières éditions ont lieu à Dubaï, les trois suivantes à Doha, puis Dubaï accueille le tournoi de cette catégorie les années impaires et Dubaï les années paires. De 2011 à 2023, la ville qui n’accueille pas de WTA 1000 organise à la place un tournoi WTA 500 (ex Premier).
2. 1 2 3 4 5 6 7   L’ordre de déroulement des tournois a évolué depuis 2009 : Rome se dispute avant Madrid et Cincinnati avant Montréal/Toronto jusqu’en 2010, tandis que Tokyo (2009-2013)-Wuhan (2014-2019, 2024-)-Guadalajara (2022-2023) ont lieu avant Pékin jusqu’en 2023.
3. 1 2  Du fait de la pandémie de Covid-19, les tournois d’Indian Wells, de Miami, de Madrid, du Canada, de Wuhan et de Pékin sont annulés en 2020. Ces deux derniers le sont également en 2021. Pour des raisons d’organisation, le tournoi de Cincinnati 2020 a exceptionnellement lieu à Flushing Meadows à New York.

## Classements WTA en fin de saison
| Année          | 2011 | 2012 | 2013 | 2014 | 2015 | 2016 | 2017 | 2018 | 2019 | 2020 | 2021 | 2022 | 2023 | 2024 |
| Rang en simple | 735  | 415  | 808  | 243  | 115  | 112  | 175  | –    | 111  | 56   | 222  | 796  | 431  | 251  |
| Rang en double | –    | 531  | 780  | 373  | 216  | 164  | 494  | –    | –    | 314  | 507  | 1034 | –    | 317  |

Source : (en) Classements de Patricia Maria Țig sur le site officiel de la Fédération internationale de tennis